# Фреймут, Ольга Михайловна
О́льга Миха́йловна Фре́ймут (укр. Ольга Михайлівна Фреймут; девичья фамилия — Ко́нык (укр. Коник); в замужестве — Локотко́ (укр. Локотко); род. 25 февраля 1982, Новый Роздол, Львовская область, УССР, СССР) — украинская телеведущая.

## Биография
Отец Михаил Конык — инженер, футболист; мать Алла Михайловна Конык — психолог, мастер спорта по плаванию, учитель физкультуры Новороздольской школы № 4, из крымских немцев. Мать баллотировалась от партии УКРОП в депутаты местного городского совета. Есть сестра Юлия и младший брат Артур. 
Бакалавриат закончила в Варшавском приватном университете Vistula. Степень магистра международной журналистики получила во Львовском национальном университете им. Ивана Франко и Городском университете Лондона (англ. City University London), где получила диплом «magna cum laude».

### Карьера
Работала журналистом в компании «Би-би-си». Снималась в рекламе. После Оранжевой революции вернулась из Лондона в Киев, где получила работу в международном отделе 5-го канала. Впоследствии поняла, что работа журналиста-международника её не удовлетворяет. Некоторое время проработала fashion-журналистом в программе «Завтрак с 1+1».
В 2008 году стала соведущей «Подъёма» вместе с Александром Педаном и Сергеем Притулой.
Пишет статьи о моде. В будущем планирует серьёзно заняться «модной журналистикой». В 2010 году была лицом новой коллекции украинского дизайнера Оксаны Караванской.
С июня 2011 года совместно с Дмитрием Коляденко вела программу «Шоумания».
В конце августа 2011 года стартовала программа «Ревизор», в которой Ольга Фреймут проверяла качество заведений сферы обслуживания Украины. Эта передача стала одним из самых успешных проектов «Нового канала» в сезоне 2011/12. С 10 марта 2012 года вместе с Сергеем Притулой вела шоу «Кто сверху?». Летом 2012 года вела программу («Кабриолето») вместе с Сергеем Притулой и Александром Педаном, в которой они путешествуют по Украине.
В 2011 году в составленном журналом «Фокус» рейтинге «30 самых успешных телеведущих Украины» Ольга Фреймут заняла 26 место. Летом 2011 года озвучила Смурфетту из мультфильма «Смурфики».
2 декабря 2011 года вела жеребьёвку группового этапа чемпионата Европы по футболу 2012 года.
В 2012 году озвучила аудио-сборник «Сказки братьев Гримм». Осенью 2012 года была членом жюри шоу больших перевоплощений «ШоумаSтгоуон».
В 2013 году стала лицом краски для волос Garnier Color Naturals, стала рекламным лицом питьевых йогуртов «Активиа». Также снялась в фильмах «Двойная жизнь», «Тени незабытых предков». С 13 октября 2013 года вместе с Арамом Мнацакановым вела на «Новом канале» шоу «Война миров. Ревизор против Шефа».
С 3 сентября 2014 года вела программу «Инспектор Фреймут» на телеканале 1+1. Программа «Інспектор Фреймут — ексклюзивна інспекція у зоні АТО» стала самой популярной[где?]. В этом же году вошла в сотню самых влиятельных женщин Украины по версии журнала «Фокус».
В 2015 году О. Фреймут стала ведущей четвёртого сезона шоу «Голос страны. Перезагрузка» на телеканале 1+1, а также новым лицом ювелирного дома ZARINA. 12 сентября на форуме издателей во Львове презентовала свою первую книгу «Де їсть і [з ким] спить Фреймут».
С 5 апреля 2016 года вела реалити-шоу «На ножах» на канале «1+1». С 1 ноября 2016 года стартовал проект «Новый инспектор Фреймут», в котором Ольга проводит глобальную инспекцию городов Украины в разных сферах жизни.
С 21 февраля 2018 года — директор Школы Леди в проекте «Від пацанки до панянки» на Новом Канале. Весной этого же года презентовала две книги: сказку для детей «Кажан Жан» и иронический мастер-класс «Школа пані Фреймут: Етикет» для «панянок і паничів з почуттям гумору та самоіронії».

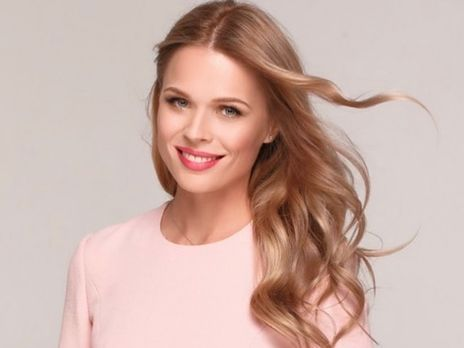
Фреймут в 2020 году

С августа 2018 года на Новом канале стартовало собственное ток-шоу «Оля», основанное на формате американского ток-шоу Эллен Дедженерес.
С 17 сентября по 4 октября 2019 года вместе с Романом Кадеминым вела ток-шоу о семейных проблемах «Роман с Ольгой» на телеканале «Интер».
В 2020 году Ольга участвует в талант-шоу «Танцы со звездами», её партнёром стал танцор Илья Падзина.
В 2022 году осудила вторжение России на Украину и уехала с детьми в Лондон.

## Личная жизнь
На 5 канале Ольга Фреймут познакомилась с Александром Ракоедом, главным режиссёром канала, который вскоре стал её мужем. Они не были женаты официально, совершив только церковный брак. Через несколько лет пара рассталась. Дочь Злату родила 17 февраля 2006 в Лондоне от британца Нила Митчелла. 8 мая 2016 года родила сына Валерия. 28 июня 2017 родилась дочь Евдокия.
Супруг и отец этих двоих детей - продюсер В. Локотко. 

### Псевдоним
В качестве псевдонима взяла девичью фамилию мамы (Фреймут), поскольку её настоящая фамилия Конык и её мужа (Ракоед) не казались ей благозвучными для телевидения.

## Фильмография
| Год  |   | Название               | Роль        |
| ---- | - | ---------------------- | ----------- |
| 2013 | с | Двойная жизнь          | Лиза        |
| 2013 | ф | Тени незабытых предков | журналистка |
| 2016 | с | Отель Элеон            | камео       |

## Телевидение
- 2008—2011 — «Подъём»;
- 2011—2012 — «Шоумания»;
- 2011—2014 — «Ревизор»;
- 2012—2013 — «Кто сверху?»;
- 2012 — «КабриоЛето»;
- 2012 — «ШоумаSтгоуон»;

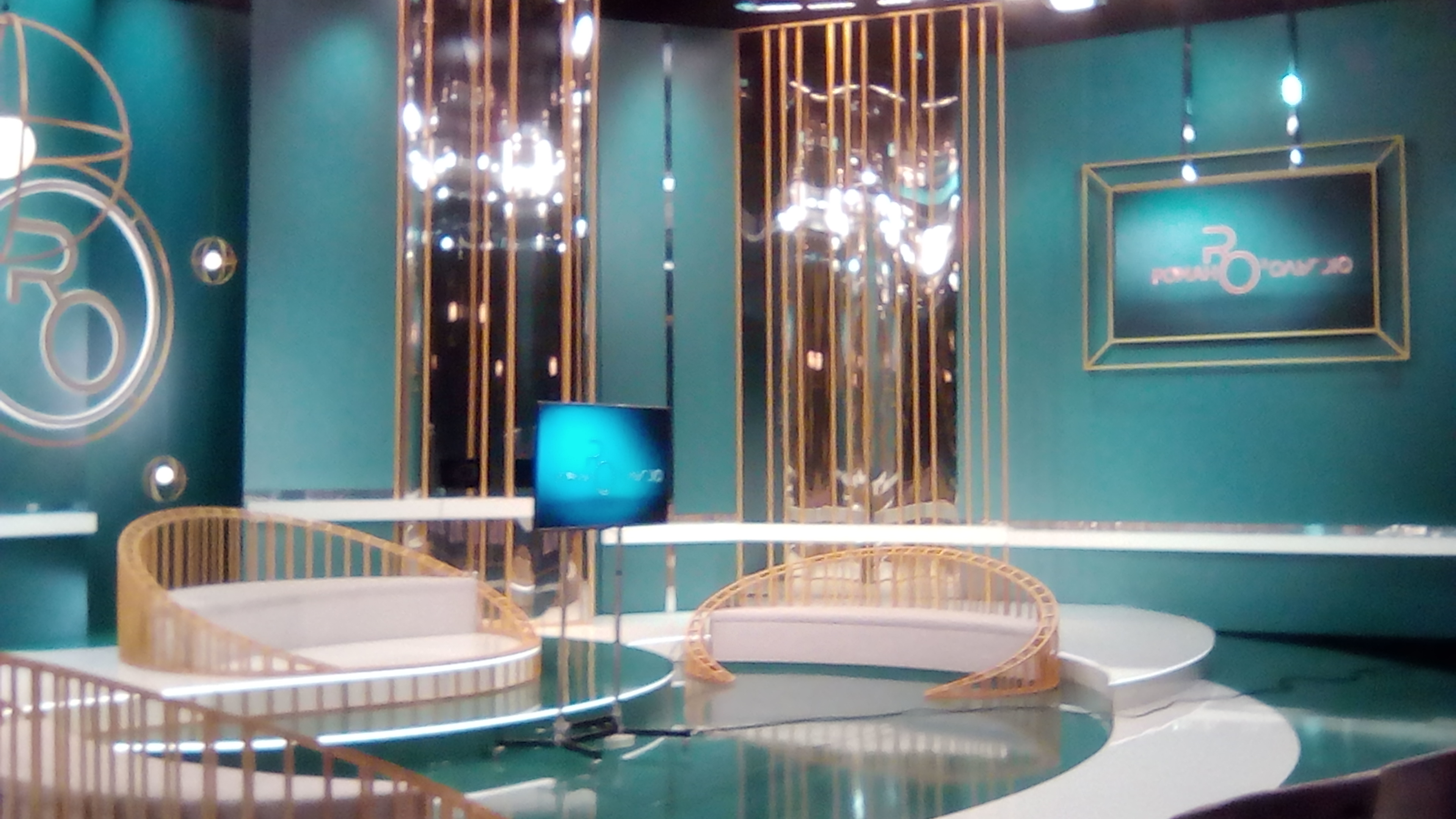
Студия ток-шоу «Роман с Ольгой»

- 2013 — «Война миров. Ревизор против Шефа»;
- 2014—2015 — «Голос страны. Перезагрузка»;
- 2014—2015 — «Инспектор Фреймут»;
- 2016 — «На ножах»;
- 2016 — «Новый инспектор Фреймут. Города»;
- 2018 — «От пацанки, до панянки»;
- 2018 — «ОЛЯ»;
- 2019 — «Роман с Ольгой»;
- 2020 — Танцы со звездами (Украина).